# 葛飾区歌
「葛飾区歌」（かつしかくか）は、東京都葛飾区が制定した区歌である。作詞・佐々木源三郎、作曲・平井保喜。
本記事では、区歌と同時に制定された「葛飾音頭」（かつしかおんど）についても解説する。

## 解説
葛飾区役所では1951年（昭和26年）2月に「文化的意識と健全な区民精神の昂揚を図る」ことを制定意義とする区歌と区民音頭の作成に着手し、高橋佐久松区長や区議会議長、教育委員長、NHK文芸部長、東京藝術大学教授の平井保喜（康三郎）、キングレコード専属作曲家の小沢直与志らを審査委員として歌詞の懸賞募集を行った。
応募総数は区歌が115篇・区民音頭が98篇で、2曲とも3月31日付で制定された。区歌の入選者は佐々木源三郎だが、日本コロムビアが製造したSP盤（規格品番：PR979）では作詞者の個人名がクレジットされず「葛飾区撰」の扱いとなっている。レコードの創唱者は区歌が伊藤久男、区民音頭が岡本敦郎と久保幸江で、1972年（昭和47年）には同内容のシングル盤（規格品番：PRE-1237）が再発された。現在は少年少女合唱とピアノ伴奏による区歌と区民音頭を収録したCDが区役所の区政情報コーナーで販売されている。
区では区歌の演奏機会について“区立小・中学校の入学式・卒業式で、歌われる。また、合唱祭・葛飾区民文化祭「合唱の部」等で歌われる”とする。また、区民の健康増進を目的に作成された「かつしかはつらつ体操」では区歌がBGMに使用されている。
2012年（平成24年）に選定された「かつしか郷土かるた」では「く」の読み札に「区歌うたう 光と希望 力あり」と歌詞の一節が採られている。

### 葛飾音頭
「葛飾音頭」は「葛飾区歌」と同時に制定された葛飾区の区民音頭である。作詞・鈴木芳一、作曲・古関裕而。
前述の通り日本コロムビアが製造したSP盤のB面に岡本敦郎と久保幸江の歌唱で吹き込まれたが、審査委員に加わっていたキングレコード専属の小沢直与志でなくコロムビア専属の古関に作曲が依頼された理由ははっきりしない。2020年（令和2年）には、新たに「令和かつしか音頭」（作詞：天白慶一、作曲：松丸じゅうぞう）が作成された。